# اونیشوو
اونیشوو (به چکی: Úněšov) یک منطقهٔ مسکونی در جمهوری چک است که در ناحیه پلزن-شمالی واقع شده‌است.
 اونیشوو ۳۸٫۶۶ کیلومتر مربع مساحت و ۵۶۵ نفر جمعیت دارد و ۵۲۷ متر بالاتر از سطح دریا واقع شده‌است.